# Dr. Robert Chase
El Dr. Robert Chase és un personatge de la sèrie televisiva House, MD interpretat per Jesse Spencer. Sota la responsabilitat del Dr.Gregory House, Chase és especialista en cures intensives i medicina interna.

## Biografia
Tot i desconèixer moltes dades del personatge, del Dr.Chase es pot dir que és ambiciós i amoral. Aquestes qualitats sembla que són amplificades per la influència de House.
Chase neix en el marc d'una família amb important patrimoni tot i tenir una mala relació amb el seu pare, mort durant la segona temporada, i que havia abandonat la família quan en Chase era jove. En un capítol, en el que Chase està tractant una monja que pateix una estranya al·lèrgia, Chase reconeix haver estat en un seminari catòlic. Finalment, Chase manté relacions sexuals amb la doctora Cameron tot i saber que en el moment es troba sota els efectes de narcòtics.
Alguns fans i crítics han comparat el personatge de House amb el de Sherlock Holmes, i aquests mateixos comparen el personatge de Chase amb el d'un dels membres de la colla de Baker Street que ajudaven el famós detectiu londinenc.

## Origen
D'origen australià (igual que l'actor Jesse Spencer), Chase ha de suportar les bromes de House sobre el seu origen anglès, ja que segons ell totes dues són illes i són el mateix. El sarcasme d'aquestes bromes és que l'actor que interpreta House, Hugh Laurie, és nascut a Anglaterra.